# زوبوویتسه
زوبوویتسه (به لهستانی:  Zubowice) یک منطقهٔ مسکونی در لهستان است که در گمینا کوماروو-اوسادا واقع شده‌است. زوبوویتسه ۵۶۰ نفر جمعیت دارد.